# 상안중학교
상안중학교(常安中學校)는 대한민국 울산광역시 북구 상안동에 있는 공립 중학교이다.

## 학교 연혁
- 2008년 12월 24일 : 상안중학교 남녀 18학급 설립 인가
- 2009년 3월 5일 : 개교 및 입학식(신입생 196명)
- 2012년 2월 10일 : 제1회 졸업식(졸업생 198명)
- 2023년 2월 9일 : 제12회 졸업식(졸업생 168명, 총 2,248명)
- 2023년 3월 2일 : 제15회 입학식 (입학생 166명)
- 2023년 9월 1일 : 제8대 박열 교장 취임

## 참고 자료
- 상안중학교 - 한국교육학술정보원 학교알리미